# エンドロール (SOPHIAの曲)
『エンドロール』は、2006年2月22日に発売されたSOPHIAの29枚目のシングル。アルバム『We』の先行シングルで、収録曲が共通する30枚目のシングル『brother & sister』と同時発売された。

## 収録曲

### CD（初回限定盤・通常盤共に共通）
1. エンドロール
作詞:松岡充、作曲:豊田和貴
2. brother & sister
作詞・作曲:松岡充
3. エンドロール（instrumental）
4. brother & sister（instrumental）

### DVD（初回限定盤のみ）
- 2004年カウントダウンライブ「三都物語」＜神戸篇＞ライブ映像

1. Like forever
2. Believe

## 楽曲の収録アルバム
- ALL SINGLES「A」 (#1)